# Państwo zbójeckie
Państwo zbójeckie, państwo bandyckie (ang. rogue states) – określenie używane przez administrację amerykańską w stosunku do państw, których autorytarne rządy oskarżane są o nieprzestrzeganie praw człowieka, wspieranie terroryzmu, oraz rozbudowę arsenału broni masowej zagłady.

## Pojęcie
Określenia tego używała administracja Billa Clintona, a administracja Busha podkreśliła stanowczo zagrożenie ze strony tych państw, co uzasadniało wszystkie działania Stanów Zjednoczonych zmierzające do jego zmniejszenia. Pod koniec lat 90. XX wieku za „państwa zbójeckie” uznawane były Afganistan, Irak, Iran, Korea Północna oraz Libia. Po operacji wojskowej w Afganistanie został on usunięty z listy. Również normalizacja stosunków libijsko-amerykańskich doprowadziła do usunięcia z listy reżimu Mu’ammara al-Kaddafiego. Obecnie lista powiększyła się o Sudan.
W 2002 koncepcję „państw zbójeckich” zastąpiła koncepcja „osi zła”, w której znalazły się Irak, Iran i Korea Północna (John R. Bolton w swoim przemówieniu „Beyond the Axis of Evil” z 6 maja 2002 do grupy tych państw dodał również Libię, Syrię oraz Kubę). W 2003 koalicja pod wodzą Stanów Zjednoczonych zajęła Irak, obalając reżim Saddama Husajna, oraz usuwając w tym samym roku Libię z tej listy.
Określenie „państw zbójeckich” spotkało się z krytyką przeciwników Stanów Zjednoczonych. Twierdzili oni, że są to raczej kraje wrogie wyłącznie temu państwu, a nie całemu światu. Zwracali również uwagę na podwójne standardy w ocenie niektórych państw, np. Pakistanu i Izraela, które łamią porozumienia o nierozprzestrzenianiu broni jądrowej, ale nie zostały zakwalifikowane do „państw zbójeckich”, gdyż są ważnymi sojusznikami Stanów Zjednoczonych. Amerykański pisarz i krytyk amerykańskiej polityki zagranicznej, William Blum, stwierdził nawet, że same Stany Zjednoczone mogłyby być uznane za „państwo zbójeckie”. Jacques Derrida, francuski filozof, i Noam Chomsky, amerykański językoznawca, skrytykowali obie koncepcje, uznając je za propagandowe określenia usprawiedliwiające imperialistyczną politykę Stanów Zjednoczonych.